# Cabana del Dot (l'Esquirol)
La Cabana del Dot és una obra de l'Esquirol (Osona) protegida com a Bé Cultural d'Interès Local.

## Descripció
Cabana de planta rectangular i coberta a dues vessants amb el carener perpendicular a la façana orientada a ponent. En aquest sector presenta un gran arc de pedra picada, actualment tapiat amb pedra i uns grans ràfecs que sobresurten més d'un metre del mur. Els escairats són de pedra picada i la resta de pedra sense pica unida al morter de calç. És una antiga cabana que servia per guardar les garbes, davant l'era, i construïda amb rajols de terrissa. Els cavalls que sostenen la coberta són de roure i amb els caps de biga ben treballats a sota del ràfec. S'hi veuen indicis de diversos incendis. L'estat de conservació és bo.